# The Weak's End
The Weak's End (traducido como El final de la debilidad) es el primer álbum de la banda post hardcore Emery. 
Tras firmar con Tooth & Nail Records, en la ciudad de Seattle en el 2002. En el 2003, la banda trabajo con el productor e ingeniero de sonido Ed Rose para este álbum, producido en Black Lodge Studio en Eudora, Kansas.
La versión original del álbum fue lanzada el 15 de enero, pero la versión reeditada se lanzó el 27 de enero de 2004. La mayoría de los álbumes se encuentran con la versión reeditada (que incluye la tapa de la pecera rota), en la que los títulos de seis de las pistas se han cambiado. A pesar de los dos discos tienen un aspecto diferente, las canciones propiamente dichas son muy similares.
Las canciones Walls y The Secret están disponibles en el demo The Columbus EEP Thee lanzado en el 2002. Walls y Disguising Mistakes With Goodbye fueron lazadas como sencillo en el 2004, además cuentan con video musical respectivo.

## Listado de canciones
Todas las canciones escritas y compuestas por Emery. 
| N.º   | Título                                                                                          | Duración |  |
| 1.    | «Walls»                                                                                         | 3:23     |  |
| 2.    | «The Ponytail Parades» (Llamada "Ponytails" en el lanzamiento original)                         | 4:05     |  |
| 3.    | «Disguising Mistakes with Goodbyes» (Llamada "Disguising Mistakes" en el lanzamiento original)  | 3:20     |  |
| 4.    | «By All Accounts (Today Was a Disaster)» (Llamada "By All Accounts" en el lanzamiento original) | 4:06     |  |
| 5.    | «Fractions»                                                                                     | 5:14     |  |
| 6.    | «The Note from Which a Chord Is Built» (Llamada "Untitled" en el lanzamiento original)          | 2:28     |  |
| 7.    | «Bloodless»                                                                                     | 4:22     |  |
| 8.    | «Under Serious Attack» (Llamada "Attack" en el lanzamiento original)                            | 3:47     |  |
| 9.    | «As Your Voice Fades» (Llamada "Voice Fades" en el lanzamiento original)                        | 4:02     |  |
| 10.   | «The Secret»                                                                                    | 5:56     |  |
| 40:55 |                                                                                                 |          |  |

## Personal
Emery
- Toby Morrell - voces, screams
- Devin Shelton - voces, guitarra rítmica
- Josh Head - screams, teclados, sintetizadores, programación
- Matt Carter - guitarra principal, coros
- Joel "Chopper" Green - bajo
- Seth "Beef" Studley - batería

Producción
- Jonathan Dunn - A&R
- Emery - mezcla
- Troy Glessner - masterización
- Zach Hodges - mezcla
- Kris McCaddon - fotografía
- J.R. McNeely - mezcla
- Ed Rose - productor, ingeníero

## Posicionamiento
| Listas (2004)             | Posición máxima |
| ------------------------- | --------------- |
| U.S. Top Christian Albums | 39              |